# Sextakkord
Ein Sextakkord oder Sextenakkord ist ein Klang, der über einem Basston mindestens eine Sexte in beliebiger Oktavlage (also Sexte, Tredezime, Oktave + Tredezime usw.) und im Allgemeinen mindestens eine Terz in beliebiger Oktavlage (Terz, Dezime, Oktave + Dezime usw.) enthält. Hinzutreten können Oktavverdopplungen des Basstons. Beispiele:
Die Bezeichnung stammt aus der Generalbassschrift: Abweichend von der „normalen“ Schichtung von Terz und Quinte zum Terz-Quint-Klang werden hier Terz und Sexte zum Terz-Sext-Klang bzw. kurz: Sextakkord geschichtet. Angezeigt wird dieser Intervallaufbau durch eine Ziffer 6 beim Basston.

## Qualität
Seit dem 14. Jahrhundert gilt die Quinte als vollkommene, die Sexte hingegen als unvollkommene Konsonanz. Verbunden ist dieser Gegensatz mit den Qualitäten Ruhe versus Bewegungsdrang. Dieser Qualitätsunterschied gilt gleichermaßen für den Terz-Quint- bzw. Terz-Sext-Klang. Deshalb werden Sextakkorde in aller Regel nicht als Schlussklänge verwendet. Eine weitere Erklärung für den schwebenden Charakter eines Sextakkords ist der Hinweis darauf, dass sein Basston nicht zugleich sein Grundton ist: Der Sextakkord „steht“ nicht auf seinem „Fundament“.

## Unterschiedliche Auffassungen

### Sextakkord als Intervallkombination

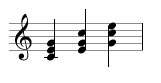
Grundstellung und die zwei möglichen Umkehrungen des C-Dur-Akkords

In der ersten Hälfte des 18. Jahrhunderts werden Akkorde noch vorwiegend als Intervallkombinationen über einem Basston aufgefasst. Insofern ist der Sextakkord als Terz-Sext-Klang eine (weniger) konsonante Alternative zum Terz-Quint-Klang.

### Sextakkord als Dreiklangsumkehrung

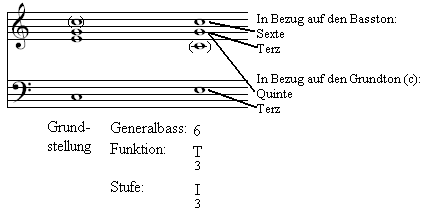
C-Dur-Akkord in Grundstellung und als Sextakkord. (Verdoppelte Dreiklangstöne in Klammern)

Die Sichtweise, wonach ein Sextakkord die (erste) Umkehrung eines Dreiklangs ist, hat sich erst allmählich im Laufe des 18. Jahrhunderts etabliert. Demnach ist die Sext über dem Basston der Akkordgrundton, und der Basston selbst der Terzton „des Akkords“, d. h. die Terz über dem Grundton.

## Tonverdopplungen
Je nach Stil und satztechnischer Situation wird die Verdopplung der Dreiklangstöne unterschiedlich gehandhabt. Das im Musikunterricht oft behauptete generelle Verbot der Verdopplung der Terz über dem Grundton (also des Basstons eines Sextakkords) erweist sich bei näherer Analyse einschlägiger Kompositionen als haltlos (gegen dieses vermeintliche Verbot hat Diether de la Motte schon 1976 angekämpft). Der Terzton kann verdoppelt werden, solange er im harmonischen Kontext nicht die Bedeutung eines Leittons hat (in diesem Fall wären beide Leittöne auf gleiche Weise aufzulösen; dadurch entstünden Oktav-Parallelen).
Eine charakteristische Verwendung von Sextakkorden findet man in Secco-Rezitativen. Ihre instabile Klangqualität drängt auf ein Fortschreiten der Harmonie, was gut zu der beweglichen Handlungs- und Erzählart der Textvorlagen solcher Rezitative passt.

## „Quintsextakkord“
In der populären Musik wird häufig mit dem Begriff „Sextakkord“ auch der Quintsextakkord bezeichnet. Dieser Akkord ist ein Vierklang, der primär als erste Umkehrung eines Septakkords entsteht, allgemeiner durch Hinzufügen einer Sexte zu einem Dreiklang in Quintlage (als Subdominante mit hinzugefügter Sexte wird er auch Sixte ajoutée genannt).